# アルフレド・ゴビ

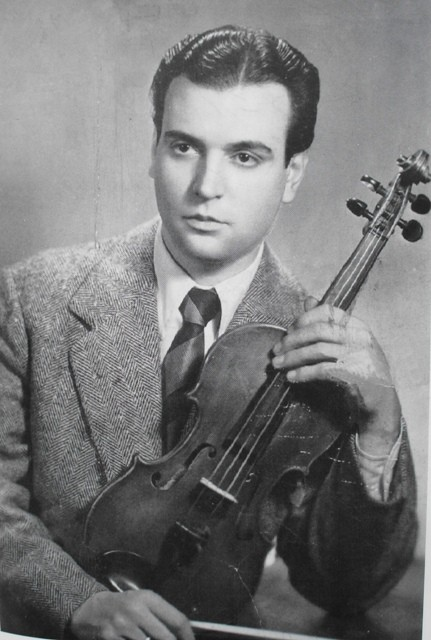
アルフレド・ゴビ

アルフレド・フリオ・フローロ・ゴビ (Alfredo Julio Floro Gobbi, 1912年5月14日 - 1965年5月21日) はアルゼンチン・タンゴの音楽家。現在はアルフレド・ゴビ楽団のマスター、アルフレド・ゴビ
として知られる。

## 生涯
父はサーカスでピエロをやっていた人物だが、父はギターが堪能であったことから結婚相手の歌手(Flora Hortensia Rodríguez)とともに音楽家へ転身。アルフレドは巡業中にパリで生まれた。父は作曲やダンス教室を運営する傍ら、息子にはヴァイオリンを与え、プロの音楽家となるまで厳しく指導した。後にはピアノも学んだ。
ヴァイオリン奏者としてプグリエーセ、フィリポ、トリガルなど数々の楽団を渡り歩いた後に独立。しかしながら、元のボヘミアン気質では楽団マスターのカリスマ性に欠けたのか次々と解散と復活を余儀なくされ、晩年はバーでヴァイオリンの流しをして暮らすはめになったと言われる。

## 作風
歌心を中心としたスタイルで、奇抜なアレンジ趣味は一切ない。しかしながら、モダン・タンゴに必要なものはすべて詰まっており、1947年から1958年の間に残された録音は虚飾を廃して地味だが、サルガンやプグリエーセの黄金時代にも比肩するほどの高い水準のテイクが残されている。テンポを上げる、和声で色づけする、過剰なテンポルバート、極端な名人芸の誇示などの小細工は見られず、歌手の声はかき消されることはない。
40代後半の時点でラウル・オウテーダを含むすべてのアルゼンチン・タンゴ評論家から「歴史上のタンゴ楽団十傑」と絶賛されたが、50代で急逝。現在は彼の知名度は低いものの、タンゴ黄金期を支えた功績はアルゼンチン本国では不動である。アストル・ピアソラは「ジャズのスイングに匹敵する感覚を創造した人物がアルフレドだ」と絶賛していた。
代表作に、「君がもし魔術師だったら (Si sos Brujo)」。残されたこの曲の録音は、合奏関係や音楽的密度の両面で彼の全作品の白眉と称えられる。

## ディスコグラフィー
近年、アルフレド・ゴビの全録音を有志で復刻させた人物が現れた。